# Symbole Hughes-Ingold
Ne doit pas être confondu avec Hughes–Ingold rules.
 (septembre 2023).
Le symbolisme de Hughes-Ingold nommé à partir des chimistes anglosaxons Edward D. Hughes et Christopher Kelk Ingold, décrit de manière codé un type de mécanisme réactionnel en explicitant avec détail le nombre d'étape élémentaire du mécanisme ainsi que le type de réactif mis en jeu.
Par exemple la réaction de substitution nucléophile bimoléculaire est noté SN2. Le sigle « S » pour une réaction de substitution, sous-entend l'usage d'un nucléophile avec le sigle « N » en indice et enfin établie l'ordre de réaction qui est bimoléculaire, dit « d'ordre 2 » avec le « 2 » représentant le nombre d'entités moléculaires impliquées.
En revanche, une réaction E2 est une réaction d'élimination se déroulant avec une cinétique d'ordre « 2 ». Une réaction SN1 est quant à elle monomoléculaire. La substitution électrophile en série aromatique notée SEAr est aussi issus de ce symbolisme.

## Sources
1. ↑  Gawley, « A proposal for (slight) modification of the Hughes–Ingold mechanistic descriptors for substitution reactions », Tetrahedron Letters, vol. 40, no 23,‎ 4 juin 1999, p. 4297–4300 (ISSN 0040-4039, DOI 10.1016/S0040-4039(99)00780-7)